# Zsomborlevelű csucsor
A zsomborlevelű csucsor, zsomborlevelű ebszőlő vagy tüskés paradicsom ill. a német növényárudáktól átvéve: licsi-paradicsom (Solanum sisymbriifolium) a burgonyafélék (Solanaceae) családjába tartozó invazív évelő, amit nálunk ehető gyümölcséért termesztenek hobbikertekben.
Apró gyümölcsei kívül pirosak, belül sárgásak és tüskés, zöld tokban nőnek, ami a bogyók növekedésével szétnyílik. Az érett gyümölcsök könnyen leválnak a szárról. Ízük a meggyre emlékeztet, némi trópusi beütéssel és paradicsomos utóízzel.
Több helyen ültetik a burgonya fonalférgek ellen csapdanövényként, mert a szárában és gyökereiben szolaszodint termel és ellenálló egyes kártevőkkel és fertőzésekkel szemben.

## Élőhelye
A faj Közép- és Dél-Amerikából származik. Természetes elterjedési területe Argentína, Brazília déli része, Paraguay, Uruguay, Bolívia és Kolumbia. Igénytelen, gyorsan megjelenő gyomnövényként sitthalmokon, útszélen, kerítések tövében és töltéseken tenyészik.
Dél-Európában, Afrikában, Ausztráliában és Észak-Amerika délkeleti részén behurcolt, invazív gyomnövényként terjedt el. Dél-Afrikába már az 1900-as évek elején elszabadult és többszöri kampányok ellenére sem sikerült kiirtani.

## Jelentősége

### Invazív gyom
Mivel a faj a madarak által - melyek megeszik a gyümölcsét - gyorsan elterjed és a tüskéivel, valamint ragacsos szőrével erősen védi magát, az eredeti elterjedési területén kívül a fagymentes területeken inváziós gyomnövénynek számít.

### Kultúrnövény
A növény a 18. század óta megtalálható az európai botanikus kertekben. Az éretten 2–3 cm nagyságúra megnövő, piros gyümölcse ehető. Európa szerte árusítják a kertészetek.

### Csapdanövény és lehetséges kártevőgazda
A zsomborlevelű csucsor ellenálló a burgonya-fonalférgekkel és a burgonyavészt okozó phytophthora infestans gombával szemben, a burgonyaültetvények köré ültetve ill. azzal vetésforgóban hatékony védelmet jelenthet. Ugyanakkor, mivel maga rezisztens, esetleg hordozója lehet a burgonya és paradicsom ezen károsítóinak.
|  |  |  |